# Sebastião José de Carvalho e Melo
Sebastião José de Carvalho e Melo, marchese di Pombal e conte di Oeiras (Sernancelhe, 13 maggio 1699 – Pombal, 8 maggio 1782), è stato un nobile e politico portoghese.
Fu "Ministro del regno" (l'equivalente di un odierno ministro dell'interno) e, de facto, capo del governo sotto il regno di Giuseppe I dal 1750 al 1777. Dopo il terremoto di Lisbona del 1755 si distinse per la direzione rapida e competente dei soccorsi alle vittime e per l'opera di ricostruzione; promosse inoltre notevoli riforme in campo politico ed economico.

## Biografia

### Giovinezza ed educazione
Sebastião José de Carvalho e Melo nacque a Sernancelhe il 13 maggio 1699 da Manuel de Carvalho e Ataíde, hidalgo delle province, con possedimenti nella regione di Leiria, e da Teresa Luísa de Mendonça e Melo. Una targa commemorativa, posta nel 1923 sulla facciata del seicentesco Palácio Pombal (già noto come Solar dos Carvalhos), situato nell'odierna Rua de O Século (in passato nota con il nome di Rua Formosa) a Lisbona, contrassegna quello che fu ritenuto a lungo essere il luogo di nascita dello statista portoghese. Il futuro Marchese di Pombal venne battezzato nel palazzo di famiglia il 6 giugno del 1699.
Sebastião José era il maggiore di dodici figli, tra i quali troviamo Paulo António de Carvalho e Mendonça e Francisco Xavier de Mendonça Furtado, i quali sarebbero divenuti fedeli collaboratori del fratello. In gioventù Sebastião José studiò diritto presso l'università di Coimbra e per un breve periodo prestò servizio nell'esercito. 
La sua prima moglie fu Teresa Luísa de Mendonça e Almada (22 settembre 1687 - 6 febbraio 1739). La donna era rimasta vedova di António de Mendonça Furtado, e non aveva avuto figli. Teresa Luísa era figlia di Maria Antonia de Almada e di Bernardo de Noronha e Bourbon Mendonça e Almada (figlio a sua volta di Tomás de Noronha, III conte di Arcos e della consorte di questi Madalena de Brito e Bourbon). Il matrimonio tra i due venne negoziato tra le famiglie, dopo un ratto concordato. I suoceri gli resero tuttavia insopportabile la vita familiare, ragione per la quale si trasferì con la moglie nelle sue proprietà vicino a Pombal.

### Carriera diplomatica

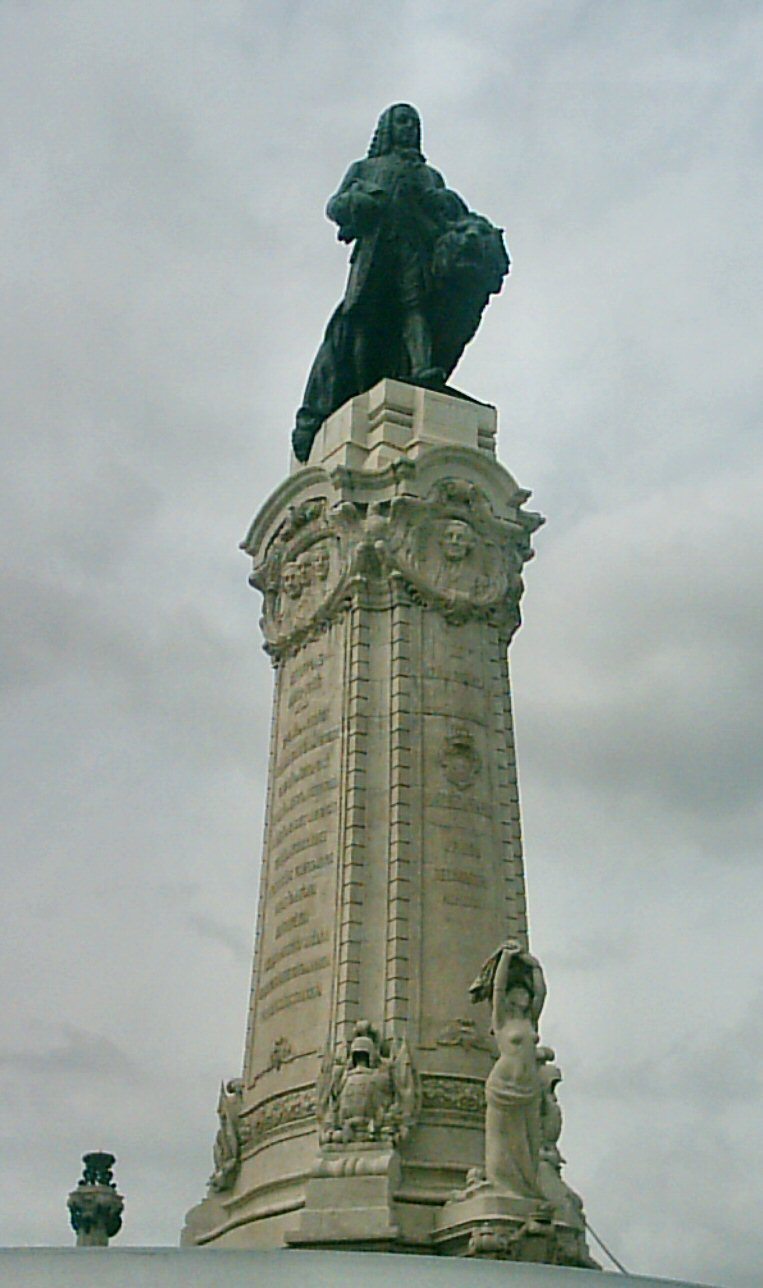
Statua del Marchese di Pombal a Lisbona.

Nel 1738 a Sebastião de Melo fu dato il primo incarico pubblico, come ambasciatore a Londra. Successivamente, nel 1745, fu destinato a Vienna. Iniziato in massoneria, al suo rientro in patria si affiliò alla massoneria portoghese. Dopo la morte della sua prima moglie la regina del Portogallo, arciduchessa Maria Anna d'Austria, amica dell'ambasciatore, acconsentì al matrimonio di Sebastião de Melo con la contessa Maria Leonor Ernestina Daun, prima cugina del feldmaresciallo austriaco Leopold Joseph Daun. Il re Giovanni V, nel frattempo, poco soddisfatto per il servizio reso da Sebastião de Melo, nel 1749 gli ordinò di tornare in patria. Il re morì l'anno seguente e, seguendo una raccomandazione della regina-madre, il nuovo re Giuseppe I chiamò Sebastião al ministero degli esteri. Al contrario del padre, Giuseppe aveva grande stima di lui e gli affidò gradualmente il controllo dello stato.

### Capo del governo

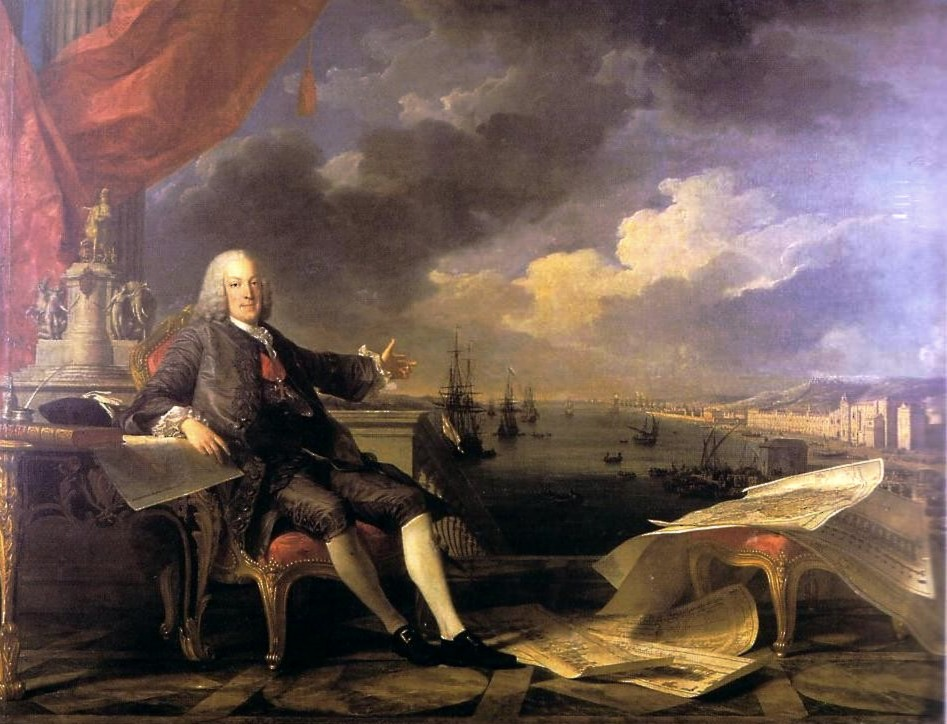
Sebastião José de Carvalho e Melo, marchese di Pombal, ritratto da Louis-Michel van Loo nel 1766

Nel 1755 Sebastião de Melo era già Primo ministro del regno. Governò con pugno di ferro, imponendo il rispetto della legge a tutte le classi sociali, dai poveri all'alta nobiltà. Per perseguire i suoi obiettivi giunse in due occasioni a incendiare villaggi: nel 1775 ordinò l'incendio del villaggio di pescatori di Monte Gordo, perché avevano rifiutato di trasferirsi a Vila Real de Santo António.; il 23 gennaio 1777 ordinò l'incendio di Trafaria, i cui superstiti furono inseguiti dalle truppe di Pina Manique.
Ricorse anche alle delazioni anonime (legge 2 agosto 1771, §31) e ad efferate condanne a morte, come quella del marchese di Távora, che dopo che gli furono spezzati tutti gli arti, fu strangolato; il cadavere fu quindi bruciato e le ceneri gettate nel Tago; l'esecuzione riguardò anche molti altri membri della sua famiglia. Altro violento supplizio fu la sorte dell'italiano Giambattista Pelle, accusato di aver ordito un attentato contro il marchese di Pombal, che fu squartato da quattro cavalli e infine arso vivo.
Impressionato dal successo economico inglese egli tentò, con successo, di riformare l'economia portoghese sul modello di quella anglosassone; tra le riforme vi fu la delimitazione della regione di produzione del Porto, prima regione ad assicurare la qualità dei propri vini. Durante la propria amministrazione, Pombal mise in atto un ampio programma di riforme il cui obiettivo era quello di razionalizzare la gestione, senza tuttavia indebolire il potere reale. Per raggiungere questo obiettivo, il ministro seguì le nuove idee europee degli illuministi, conservando allo stesso tempo gli aspetti propri dell'assolutismo e della politica mercantilista. Il Marchese di Pombal fu una figura chiave del governo portoghese fra il 1750 e il 1777. La sua amministrazione fu un esempio perfetto di assolutismo illuminato, forma di governo che univa la monarchia assoluta con il razionalismo illuminista. Un'importante realizzazione di Pombal fu la fondazione, nel 1774, di Vila Real de Santo António, vicino alla foce del Guadiana, nel sud del Portogallo.
Abolì, inoltre, lo schiavismo nei riguardi dei nativi nelle colonie, riorganizzò l'esercito e la marina, ricostituì l'università di Coimbra e fece parzialmente terminare la discriminazione dei cosiddetti "nuovi cristiani". Le riforme più importanti furono quelle nel campo della finanza, della creazione corporativa di molte aziende e delle associazioni che regolavano l'attività commerciale: tra questi provvedimenti è da ricordare la riforma del sistema fiscale. Tutte queste riforme provocarono odio da parte delle classi più ricche, in special modo dalla nobiltà, che lo disprezzava, trattandolo come un arricchito.

### Terremoto del 1755
Il disastro si scatenò sul Portogallo la mattina del 1º novembre (giorno di Ognissanti) del 1755. In questa data Lisbona fu scossa da un sisma violento, di un'intensità stimata in 9 gradi della scala Richter. La città fu devastata dal terremoto e dal maremoto e fu distrutta dagli incendi avvenuti in seguito. Sebastião de Melo sopravvisse in maniera fortunosa. Immediatamente iniziò a ricostruire la città, in accordo con la famosa frase: «Ed ora? Seppelliamo i morti e diamo da mangiare ai vivi». Nonostante questo evento sfortunato, Lisbona non fu colpita da epidemie e un anno più tardi era già stata ricostruita. Il disegno della città fu progettato da un gruppo di architetti e fu espressamente richiesta per gli edifici una struttura esterna in grado di resistere ai terremoti.
Differenti modelli furono ideati e vennero persino simulati terremoti facendo marciare le truppe. Le costruzioni e le sedi ricostruite da Pombal oggi continuano ad esistere e sono una delle attrazioni turistiche di Lisbona. Sebastião de Melo, inoltre, diede un contributo importante alla sismologia: tramite un questionario fece fare un'inchiesta presso tutte le parrocchie del paese, registrando le risposte a domande quali ad esempio: «i cani ed altri animali si sono comportati in modo anomalo prima del terremoto?», «il livello dei pozzi si è alzato o abbassato?» ed il numero e il tipo di costruzioni che erano state distrutte. Queste domande consentirono agli scienziati portoghesi di ricostruire l'evento e hanno contrassegnato la nascita della sismologia come scienza.

### Processo ai Távora
Come conseguenza del terremoto, Giuseppe I diede al suo primo ministro poteri ancora maggiori, che lo resero una specie di dittatore. Contemporaneamente all'aumento del suo potere crebbe il numero dei suoi nemici e i reclami dell'alta nobiltà divennero più frequenti. In questo contesto si verificò il cosiddetto affare Távora. Suo evento scatenante fu il ferimento, il 3 settembre 1758, del re a seguito di un attentato. La famiglia dei Távora ed il duca di Aveiro vennero ritenuti implicati nel tentato regicidio e furono giustiziati dopo un processo molto breve. Sebastião José de Carvalho e Melo non mostrò misericordia e perseguitò tutte le persone implicate, comprese le loro mogli e i figli. Nel processo venne coinvolto anche il gesuita Gabriele Malagrida, vicino alla famiglia Távora e critico nei confronti del primo ministro. Malagrida, in seguito ad un processo farsa, venne condannato per eresia e sottoposto alla pena capitale. Sebastião José de Carvalho e Melo convinse quindi il re ad espellere la Compagnia di Gesù e a confiscarne i beni, aprendo una frattura con la Santa Sede. Con il processo ai Távora e l'espulsione dei Gesuiti il primo ministro ottenne il duplice risultato di indebolire la nobilità e abbattere l'influenza della Compagnia nella società portoghese. Provvedimenti analoghi a quelli attuati dal Portogallo contro i Gesuiti vennero successivamente adottati anche da altri monarchi in Europa, in un processo che avrebbe condotto alla soppressione della Compagnia di Gesù nel 1773. Sebastião José de Carvalho e Melo venne ricompensato nel 1759 con il titolo di conte di Oeiras.
Dopo l'affare Távora, il nuovo conte di Oeiras non trovò più opposizione. Dopo aver ottenuto il titolo di marchese di Pombal nel 1770, mantenne sotto il suo controllo il governo del Portogallo fino alla morte di Giuseppe I, avvenuta nel 1777. Il suo successore, la regina Maria I e suo marito Pietro III detestavano il Marchese. Maria non perdonò mai la mancanza di misericordia mostrata verso la famiglia dei Távora e lo licenziò. La regina ordinò, inoltre, che il Marchese rimanesse sempre ad una distanza minima di 20 miglia da lei. Quando, nel corso di un viaggio, la regina attraversava le sue proprietà, il Marchese era costretto dal decreto ad allontanarsi dalla sua stessa casa. Addirittura Maria aveva attacchi di collera appena sentiva nominare il primo ministro di suo padre.
Il Marchese di Pombal morì pacificamente nella sua proprietà l'8 maggio 1782. Trascorse gli ultimi giorni della sua vita a Pombal, in una proprietà ereditata nel 1737 dallo zio, l'arciprete Paulo de Carvalho e Ataíde, la Quinta da Gramela. Oggi è ricordato grazie ad una grande statua situata in una delle zone più importanti di Lisbona, quella che prende il suo nome. Marchese di Pombal è inoltre il nome di una stazione della metropolitana di Lisbona.

### Riforme

#### Riforme economiche
Nonostante i problemi che trovò, Sebastião de Melo attuò un ambizioso programma di riforme. Tra altre realizzazioni, il suo governo provò ad aumentare la produzione nazionale rispetto alla concorrenza straniera, a sviluppare il commercio coloniale e a stimolare lo sviluppo delle fabbriche. In sintonia con la sua politica, nel 1756 egli fondò la Companhia Geral da Agricultura das Vinhas do Alto Douro, a cui il ministro assegnò l'esenzione delle tasse nelle esportazioni ed il commercio con le colonie, stabilendo la prima zona di produzione vinicola delimitata nel mondo, nella quale furono disposti i marcos pombalinos (lett. contrassegni pombalini) per segnare i confini della regione. Nel 1773, istituì la Companhia Geral das Reais Pescas do Reino do Algarve, destinata a controllare la pesca nel sud del Portogallo.
Simultaneamente, Pombal dispose misure fiscali per l'installazione di piccole imprese orientate verso il mercato interno portoghese di cui facevano parte anche le colonie. La politica protezionistica incluse misure che favorivano l'importazione delle materie prime e rincaravano i prezzi dei prodotti simili a quelli di fabbricazione portoghese. Come risultato, nacquero centinaia di piccole industrie nel paese, che producevano vari tipi di merci. Il ministro fondò anche la banca reale nel 1751 e creò una nuova struttura per amministrare la raccolta delle imposte, centralizzata sotto la Real Fazenda de Lisboa, che era sotto il suo controllo diretto.

#### Riforme religiose
L'azione riformatrice di Pombal, inoltre, si estese al campo della politica e dello stato. In quel campo, il primo ministro provò a rafforzare l'assolutismo del re, lottando contro i settori e le istituzioni che potevano avversarlo. Diminuì il potere della Chiesa, subordinando il tribunale della Santa Inquisizione allo Stato e, nel 1759, espulse i gesuiti dal Portogallo e dalle colonie, confiscandone i beni e dichiarando che la Compagnia era un potere indipendente fuori dal controllo dal governo portoghese. Inoltre, nel 1770 chiese a papa Clemente XIV l'allontanamento dei francescani dal convento del Palazzo Nazionale di Mafra, ottenendolo. Nonostante l'inquisizione ufficialmente non fosse stata smantellata, si ebbe durante il governo di Pombal un calo vistoso della sua azione grazie alle misure che erano state imposte.
- Il 5 ottobre 1768 proibì all'alta nobiltà portoghese (chiamati anche puritanos), di contrarre matrimonio in una cerchia molto ristretta di famiglie, come erano soliti fare per non scendere a matrimoni diseguali.
- Il 25 maggio 1773 promulgò una legge che pose fine alle discriminazioni fra i "vecchi cristiani" (cattolici sui quali non vi era il sospetto di avere antenati ebrei) e "nuovi cristiani", e annullò tutte le discriminazioni delle precedenti leggi. Fu proibito di usare il termine "nuovo cristiano" (cristão-novo) in forma sia scritta sia orale. Le pene erano severe: per la gente comune, erano previsti la battitura in pubblico e l'esilio in Angola; per la nobiltà era prevista la perdita dei titoli, della posizione, delle pensioni o delle decorazioni; per il clero era prevista l'espulsione dal Portogallo.
- Il 1º ottobre 1774, pubblicò un decreto che stabiliva che i verdetti dell'Inquisizione avevano bisogno di un'approvazione reale, cosa che realmente fece terminare l'opera dell'Inquisizione portoghese. Non furono più organizzati autodafé in Portogallo.

#### Riforma scolastica
Nel campo dell'istruzione introdusse riforme importanti nel sistema educativo tanto nel regno quanto nelle colonie, attività che fino a quel momento era stata svolta sotto il controllo della Chiesa, portandola sotto il controllo dello stato. L'università di Évora, per esempio, diretta dai gesuiti, fu chiusa e l'Università di Coimbra subì una riforma profonda e fu completamente modernizzata. La riforma dell'università da parte del Marchese di Pombal, inoltre, incluse l'annullamento della proibizione per gli allievi o i professori di avere avi ebrei per poter frequentare o insegnare.
L'espulsione dei gesuiti rappresentò un immane disastro per l'istruzione in Portogallo. Le scuole gestite dall'Ordine provvedevano gratuitamente all'istruzione di circa 20 000 alunni, e per l'istruzione superiore in particolare avevano quasi un monopolio. Il Portogallo tornerà ad avere un numero simile di alunni solo all'inizio del XX secolo, con una popolazione raddoppiata.

### Il Marchese di Pombal e il Brasile
Esiste una notevole discrepanza tra la percezione popolare del Marchese di Pombal tra i portoghesi, che lo vedono generalmente come un eroe nazionale, e i brasiliani, dai quali è frequentemente visto come un tiranno o un oppressore. Per il governo portoghese la gestione della colonia doveva sempre avere come obiettivo principale quello della creazione di ricchezza per la madrepatria e questo principio non fu modificato sotto il governo del Marchese. Il regime del monopolio commerciale non solo fu mantenuto, ma venne addirittura ulteriormente accentuato, al fine di ottenere una maggiore efficacia nella gestione coloniale. Nel 1755 e 1759, furono create, rispettivamente, la Companhia Geral de Comércio do Grão-Pará e Maranhão e la Companhia Geral de Comércio de Pernambuco e Paraíba, aziende monopolistiche destinate a stimolare le attività economiche nel nord e nel nordest della colonia. Nelle regioni estrattive fu istituita la tassa speciale (derrama) nel 1765, con l'obiettivo di obbligare gl'industriali a pagare i tributi dovuti. La tassa speciale era determinata per capita ed era pagata dalla colonia in chili di oro, indipendentemente dalla reale produzione estrattiva.
Con l'espulsione violenta dei gesuiti dell'impero portoghese, il Marchese decretò che l'istruzione nella colonia dovesse essere affidata a laici delle cosiddette Aulas Régias. Fino a quel momento infatti, l'educazione scolastica era incarico della Chiesa. Il ministro, inoltre, regolò il funzionamento delle missioni, allontanando i religiosi dalla loro amministrazione e creando nel 1757, il Diretório, organo composto da uomini di fiducia del governo portoghese, la cui funzione era quella di gestire le vecchie imprese. Per completare questo "pacchetto" di riforme, il Marchese provò a dare maggiore uniformità culturale alla colonia, proibendo l'uso del Nheengatu, la cosiddetta lingua generale, una miscela tra le lingue madri ed il portoghese, parlata dai bandeirantes, e rendendo obbligatorio l'uso della lingua portoghese. Secondo alcuni storici questa misura ha impedito al Brasile di diventare un paese bilingue. Ancora oggi si può trovare una statua di marmo a grandezza naturale del Marchese di Pombal nella Santa Casa de Misericordia di Bahia, situata nel centro storico di Salvador.

### Ultimi anni e morte

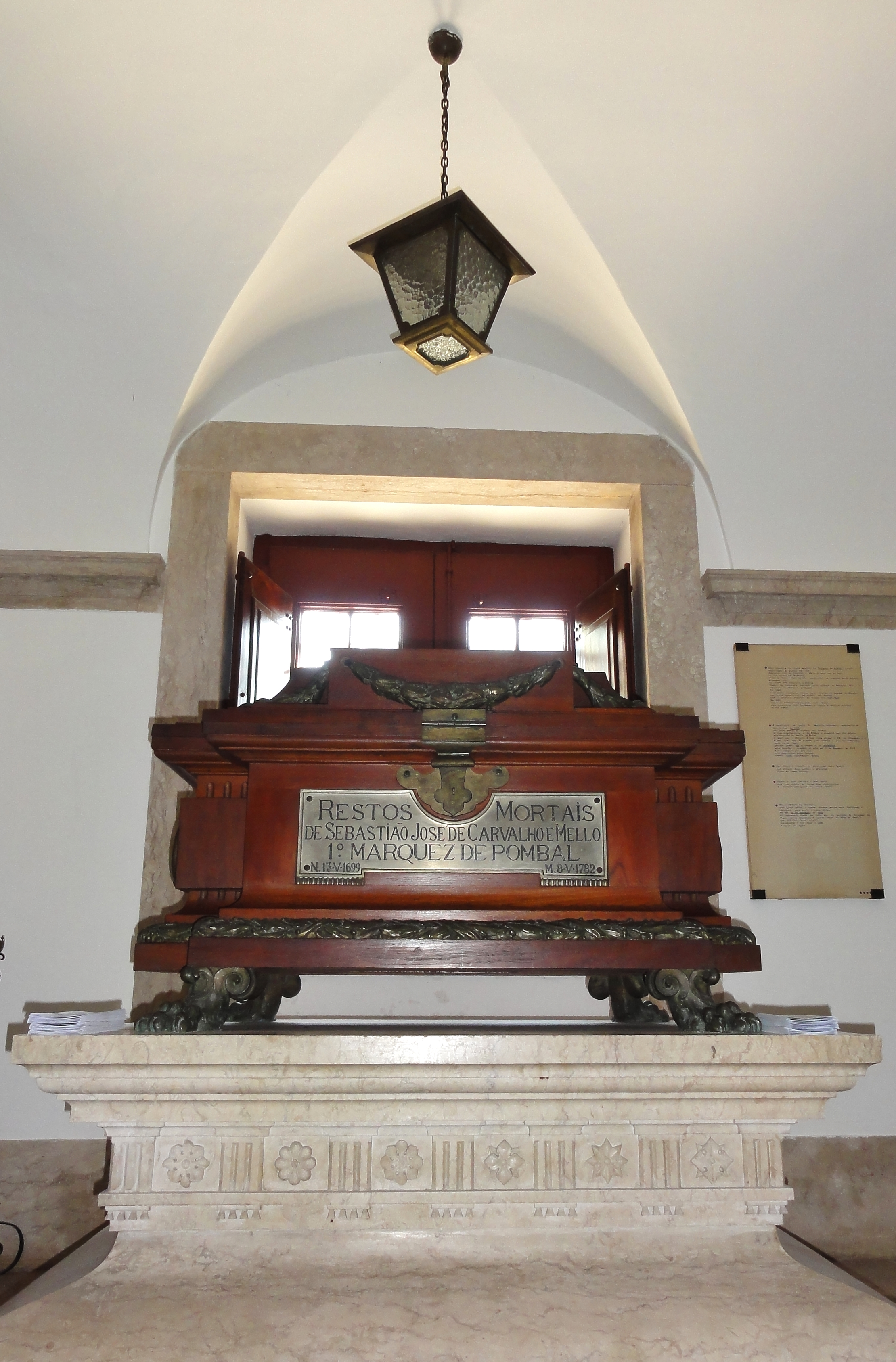
Mausoleo del Marchese di Pombal nella Chiesa della Memoria ad Ajuda, Lisbona

Il marchese non era ben visto dalla maggior parte della nobiltà portoghese che non amava le sue riforme limitanti i loro privilegi. D'altro canto nessuno gli aveva perdonato il processo ai Távora. Maria I, passata alla storia come "la pazza", lo odiava. Quando il re Giuseppe I morì, la regina Maria salì al trono nel 1777. Il Marchese fu allontanato dal governo e condannato all'ostracismo con l'accusa di corruzione. Tentò di difendersi, ma non gliene fu data la possibilità. 
La Regina alla fine fece pubblicare un atto di perdono del Marchese, la revoca dell'esilio, perché anziano e malato. Per un uomo di tale passato, una tale mancanza di rispetto fu considerata insopportabile. Passò gli ultimi anni chiuso in isolamento nel suo palazzo, dove morì a 83 anni.